# Flustramorpha marginata
Flustramorpha marginata är en mossdjursart som beskrevs av Krauss 1837. Flustramorpha marginata ingår i släktet Flustramorpha och familjen Microporellidae. Inga underarter finns listade i Catalogue of Life.